# Bistum Fabriano-Matelica
Das Bistum Fabriano-Matelica (lateinisch Dioecesis Fabrianensis-Mathelicensis, italienisch Diocesi di Fabriano-Matelica) ist eine in Italien gelegene Diözese der römisch-katholischen Kirche mit Sitz in Fabriano.

## Geschichte
Das Bistum wurde am 17. November 1728 als Bistum Fabriano begründet und am 8. Juli 1785 mit dem Bistum Matelica vereinigt.
Papst Franziskus vereinigte das Bistum Fabriano-Matelica am 27. Juni 2020 in persona episcopi mit dem Erzbistum Camerino-San Severino Marche. Der Erzbischof von Camerino-San Severino Marche, Francesco Massara, zuvor bereits Apostolischer Administrator, wurde gleichzeitig zum Bischof von Fabriano-Matelica ernannt.